# Huasteci
Huasteci (Huaxtec, Huastecos), su domorodački narod u Meksiku, koji su u prošlosti živjeli u državama Hidalgo, Veracruz, San Luis Potosí i Tamaulipas duž toka rijeke Panuco i duž obale Meksičkog zaljeva. Huasteci se također nazivaju (posebno između sebe) Teenek.
Prije otkrića Amerike Huasteci su bili dio mezoameričke kulture te su poznati po stepenastim piramidama, gradovima i lončarstvu. Od ostalih mezoameričkih civilizacija su se razlikovali po tome što nisu nosili odjeću. Među ostalim mezoameričkim narodima i civilizacijama su bili cijenjeni po glazbenoj nadarenosti.
Godine 1450. su Huasteke pokorili Asteci pod vodstvom Montezume I. Između 1519. i 1530. su ih pokorili Španjolci. S time je došla i katolička vjera te su prisiljeni nositi odjeću. Danas Huasteka ima oko 80.000. Govore Huastec jezikom iz porodice Majanskih jezika.